# Gianfranco Mingozzi
Gianfranco Mingozzi (* 5. April 1932 in Bologna; † 7. Oktober 2009 in Rom) war ein italienischer Regisseur.

## Leben
Mingozzi erwarb einen Abschluss in Jura und war für den Filmclub seiner Heimatstadt als Animator tätig. Er arbeitete an Federico Fellinis La dolce vita als Regieassistent und hatte dort einen kleinen Auftritt als Schauspieler, nachdem er sein Studium am Centro Sperimentale di Cinematografia erfolgreich abgeschlossen hatte. Nach der Fertigstellung einiger Kurzfilme war er für eine Episode von Die Italienerin und die Liebe verantwortlich. Danach war er mit etlichen Spielfilmen und Dokumentationen, u. a. über Francesca Bertini und Michelangelo Antonioni sowie die transsexuelle Künstlerin Georgia O’Brien, in die Öffentlichkeit getreten. Aufsehen erregte in erster Linie sein Nunsploitation-Film Castigata – Die Gezüchtigte. Seine 1986 gedrehte, französisch-italienische Koproduktion, die in der DDR unter dem Titel Die Heldentaten eines jungen Don Juan gezeigt wurde, beruht auf dem Roman Les exploits d’un jeune Don Juan von Guillaume Apollinaire. Später widmete er sich Arbeiten für das Fernsehen.

## Filme (Auswahl)
- 1961: Die Italienerin und die Liebe (Le italiane e l'amore), 1 Episode
- 1968: Die Mafia-Story (Sequestro di persona)
- 1974: Castigata – Die Gezüchtigte (Flavia, la monaca musulmana)
- 1977: Die letzten drei Tage (Gli ultimi tre giorni)
- 1983: Die verzauberte Leinwand (La vela incantata) (Fernsehfilm)
- 1986: Zärtliche Versuchung/Die Abenteuer des jungen Don Juan (L'iniziazione/Les exploits d'un jeune Don Juan)
- 1988: Die Liebhaberin (Il frullo del passero)
- 1989: L'appassionata